# Zoho
Zoho（ぞーほー）は、ウェブベースのオンラインアプリケーションサービスである。この項では開発・サポートを行っているZOHO Corp.やZOHO JAPAN Corp.についても記載する。

## 概要
Zohoは、オンラインで一連のビジネスアプリケーションを提供している。世界中で600万人以上の会員登録がされている。それらは、単一のアカウントで利用できる。（Zohoシングルサインオン（SSO）と呼ばれている。）また、Yahoo!アカウント、Googleアカウント、Facebookアカウントを利用したログインもできる。どのデータも公開/非公開を選択したり、共同編集者を招いたりすることができる。全てのサービスが無料で利用できるが、ストレージやユーザ数などに応じた一部機能は有料でのみの提供となる。
オンラインでの作業だけでなく、PDF、MS Office、HTMLなどのフォーマットに変換し、外部にデータをエクスポートして、一般のオフィススイートで扱える機能もある。その逆に、MS Office、ODFのデータをインポートする機能もある。また、各文書において履歴管理機能があり、これにより、文書のバージョンを戻したりすることができる。複数文書の管理も可能になっており、これにより、いくつものデータをオンラインに保持することができる。Ajaxに一部Flashを試用されている。各文書とも、タグを付ける機能があり、これにより、簡単に文書を整理できる。
企業としては、インドチェンナイのZoho Corporation Pvt. Ltdをグローバル本社とし、日本神奈川県横浜市、アメリカ合衆国カリフォルニア州、アメリカ合衆国テキサス州、中華人民共和国北京市等に関連企業を置いている。

## アプリケーション
2013年6月現在、下記のサービスがある。リンクは英語版にリンクしているが、日本語版があれば日本語版へのリンクとなっている。
| サービス名（英語） | サービス名（日本語）    | 日本語対応 | リンク | 料金体系  | 備考 |
| ------------------ | ----------------------- | ---------- | ------ | --------- | --- |
| Assist             | アシスト                | ○          |        | 無料/有料 | デスクトップを共有するサービス。 |
| Books              | -                       | ×          |        | 有料      | 会計情報を管理するサービス。 |
| BugTracker         | バグトラッカー/課題管理 | ○          |        | 有料      | 課題（バグ）を管理するサービス。 |
| Chat               | チャット                | ○          |        | 無料      | チャット機能を提供する。GoogleやMSNなどのアカウントを登録し、Zoho Chat上で複数のチャットサービスが利用可能である。また、他のZohoサービスにも組み込まれており、Zoho Chat画面を開かなくてもチャットすることができる。 |
| Campaigns          | -                       | ×          |        | 有料      | メール配信システム。Zoho CRMとの連携ができる。 |
| Calendar           | カレンダー              | ○          |        | 無料      | スケジュールを管理する。 |
| Creator            | クリエーター            | ○          |        | 無料/有料 | 簡易データベース機能を提供する。データベースのスキーマの定義や、データの入出力、それを補佐するアプリケーションの開発ができる。 |
| CRM                | CRM                     | ○          |        | 無料/有料 | CRM/SFA機能を提供する。 |
| Docs               | ドキュメント            | ○          |        | 無料/有料 | オンラインのドキュメント管理機能を提供する。Zoho Writer/Sheet/Showで作成したファイルが一覧されるほか、.docファイルなど様々なファイルをアップロードすることができる。フォルダを作成し、ファイルを整理することが可能。 |
| Discussions        | ディスカッション        | ○          |        | 無料/有料 | 掲示板を作成するサービス。 |
| Invoice            | インボイス              | ○          |        | 無料/有料 | 請求書・見積書作成機能を提供する。 |
| LiveDesk           | -                       | ×          |        | 有料      | 顧客とのライブチャットサービスを提供する。 |
| Mail               | メール                  | ○          |        | 無料/有料 | メールホスティングサービスを提供する。独自ドメインでの利用もできる。 |
| Marketplace        | マーケットプレイス      | ○          |        | 無料/有料 | 作成したアプリを売り買いするサービス。 |
| Meeting            | ミーティング            | ○          |        | 無料/有料 | オンラインのデスクトップ共有機能を提供する。Skypeと併用することでリモートサポートやWeb会議などに利用することが可能。会議はプレゼンター（デスクトップを共有する人）と出席者（デスクトップを閲覧する人）から成る。プレゼンターとしての利用には、Zoho Meetingのソフトウェアをインストールする必要がある。2回目からの利用には、デスクトップのプラグインを利用するとスムーズにWeb会議を開始できる。参加者としての利用には、ソフトウェアのインストール、Zohoアカウント共に不要。会議中、共有しているデスクトップのコントロールは自由に変更可能。また、プレゼンターの交代、デスクトップ共有の一時停止なども可能。Zoho Chatとの連携により、参加者とグループチャットをしながらデスクトップ共有が可能。会議後チャット履歴を閲覧できる。Zoho Showとの連携により、リモートプレゼンテーションとデスクトップ共有の切り替えも可能。 |
| Notebook           | ノートブック            | ○          |        | 無料      | オンラインスクラップブック機能を提供する。テキストや画像、ウェブページなどさまざまなコンテンツを自由に配置し、閲覧することができる。HTMLを組み込むことも可能で、Zoho ShowなどのほかのZohoサービスのコンテンツを組み込むことが可能。 |
| People             | -                       | ×          |        | 無料/有料 | 人事を管理するサービス。 |
| Projects           | プロジェクト            | ○          |        | 無料/有料 | プロジェクト管理機能を提供する。タスク管理、作業実績管理、ドキュメント管理、ガントチャート、カレンダー、フォーラムなどの機能がある。 |
| Pulse              | -                       | ×          |        | 無料/有料 | 社内SNSを提供する。 |
| Recruit            | -                       | ×          |        | 無料/有料 | 採用情報を管理するサービス。 |
| Reports            | レポート                | ○          |        | 無料/有料 | レポートを作成できるサービス。 |
| Sheet              | シート                  | ○          |        | 無料/有料 | 表計算機能を提供する。セルにおける書式の設定、関数、グラフ挿入、マクロ機能などと言った機能が使える。 |
| Show               | ショー                  | ○          |        | 無料/有料 | プレゼンテーション機能を提供する。テンプレートを使ったプレゼンテーション作成、テキストや図の挿入、シェイプの利用などができる。 |
| Site24X7           | -                       | ○          |        | 有料      | サーバー監視サービス。 |
| Sites              | -                       | ×          |        | 無料/有料 | HTMLを知らなくてもドラッグ・アンド・ドロップによりWebサイトを簡単に作成できるサービス。 |
| Support            | サポート                | ○          |        | 無料/有料 | 顧客サポートサイトを提供するサービス。 |
| Vault              | -                       | ×          |        | 有料      | 社内セキュリティ保守サービス。 |
| Wiki               | ウィキ                  | ○          |        | 無料/有料 | ウィキ機能を提供する。ページ作成、編集、サブページ、ウィキ文法などが利用できる。各ページには、コメント投稿機能が付属する。また、一般に公開された、Zoho内の文書のURLを貼ることで、そのデータをウィキ内に張り付け、編集することができる。 |
| Writer             | ライター                | ○          |        | 無料/有料 | 文書作成機能を提供する。太字や斜体、画像挿入、テーブル、リンクなどといった機能が利用できる。テンプレート機能があり、これを利用することで簡単に文書が作成できるようになっている。 |

## Zoho以外で利用するアプリケーション

### Zoho Plugin for Microsoft Office
MS Officeに導入することによって、ZohoのデータをMS Officeで編集したり、Zoho上にデータを保存したりすることができる。

### Zoho Notebook Plugin
プラグインを導入することにより、ウェブページのスクリーンショットを簡単にZoho Notenookに貼り付けたり、Google Notebookのデータをインポートすることができる。

### Zoho QuickRead
ウェブ上のオフィススイートのデータをZohoで読む機能をブラウザに提供する。Internet ExplorerとMozilla Firefoxに対して提供されている。

### Desktopize Widget of Zoho
Zohoのデータを保存するためのウィジェットを提供する。Desktopizeから提供されている。

## アプリケーション開発
Zohoの機能の一部はAPIが公開され、URI形式のAPIにGETまたはPOSTすることで、そのデータを取得したり編集したりすることができる。返される形式はJSONまたはXMLである。利用のためには、事前にAPI Keyを取得する必要がある。

## ZOHOの名前の由来
ZOHOという名前の由来は、ZOHO Corp.の初期メンバーの一人がなんとなく「ゾーホーってなんだかカッコいい」という理由で所有していた「zoho.com」のドメインの名前をそのままサービス名に採用した。